# 鳥取県道42号鳥取河原線
鳥取県道42号鳥取河原線（とっとりけんどう42ごう とっとりかわはらせん）は、鳥取県鳥取市を通る県道（主要地方道）である。

## 概要

### 路線データ
- 起点：鳥取県鳥取市今町2丁目（今町2丁目交差点、国道53号・鳥取県道43号鳥取福部線交点）
- 終点：鳥取県鳥取市河原町今在家（河原橋東交差点、国道53号・鳥取県道32号郡家鹿野気高線交点）
- 総延長：11.4 km

## 沿革
- 1993年（平成5年）5月11日 - 建設省から、県道鳥取河原線が鳥取河原線として主要地方道に指定される[1]。
- 1999年（平成11年）3月31日 - 鳥取県告示第230・232・234号により、鳥取市今町2丁目・今町2丁目交差点 - 鳥取市古海・千代大橋西詰交差点間（鳥取県道21号鳥取鹿野倉吉線・鳥取県道41号鳥取港線との重用区間）を鳥取県道21号鳥取鹿野倉吉線との重用区間に変更[2]。
- 2016年（平成28年）3月25日 - 鳥取県告示第206号により、菖蒲バイパスの供用開始[3][4][5]。
- 2016年（平成28年）3月31日 - 鳥取県告示第220号により、菖蒲バイパスの開通に伴い旧道となった区間を鳥取市に移管し、鳥取市道に移行された[6]。

## 路線状況

### 重複区間
- 鳥取県道21号鳥取鹿野倉吉線（鳥取市今町2丁目・今町2丁目交差点 - 鳥取市古海・千代大橋西詰交差点）
- 鳥取県道227号猪子国安線（鳥取市上味野・上味野交差点 - 鳥取市竹生）
- 鳥取県道32号郡家鹿野気高線（鳥取市長谷 - 鳥取市河原町今在家・河原橋東交差点）
- 鳥取県道500号鳥取河原自転車道線（鳥取市河原町袋河原・袋河原交差点 - 鳥取市河原町長瀬・長瀬交差点）

## 地理

### 通過する自治体
- 鳥取市

### 交差する道路
| 交差する道路                                                                           | 交差する場所                   | 交差する場所           |
| -------------------------------------------------------------------------------------- | ------------------------------ | ---------------------- |
| 国道53号 国道373号 重複 鳥取県道21号鳥取鹿野倉吉線 重複区間起点 鳥取県道43号鳥取福部線 | 今町2丁目                      | 今町2丁目交差点 / 起点 |
| 鳥取県道26号秋里吉方線                                                                 | 幸町                           | 千代大橋東詰交差点     |
| 鳥取県道500号鳥取河原自転車道線                                                        | 古市                           | [ 注釈 2 ]             |
| 鳥取県道21号鳥取鹿野倉吉線 重複区間終点 鳥取県道189号高路古海線                        | 古海（ふるみ）                 | 千代大橋西詰交差点     |
| 国道29号 国道53号 / 別線 重複 国道373号 / 別線 重複                                    | 服部                           | 服部交差点             |
| 鳥取県道227号猪子国安線 重複区間起点                                                   | 上味野                         | 上味野交差点           |
| 鳥取県道227号猪子国安線 重複区間終点                                                   | 竹生（たけなり）               |                        |
| 鳥取県道32号郡家鹿野気高線 重複区間起点                                                | 長谷                           |                        |
| 鳥取県道298号袋河原八坂線 鳥取県道500号鳥取河原自転車道線 重複区間起点                 | 河原町袋河原                   | 袋河原交差点           |
| 鳥取県道287号河原郡家線 鳥取県道500号鳥取河原自転車道線 重複区間終点                   | 河原町長瀬                     | 長瀬交差点             |
| 鳥取県道195号鷹狩渡一木線                                                              | 河原町渡一木（わたりひとつぎ） | 河原橋西交差点         |
| 国道53号 国道373号 重複 鳥取県道32号郡家鹿野気高線 重複区間起点                        | 河原町今在家                   | 河原橋東交差点 / 終点  |

### 沿線にある施設など
- 千代川
- 霊石山
- 鳥取市役所 河原町総合支所